# Matscher Tal

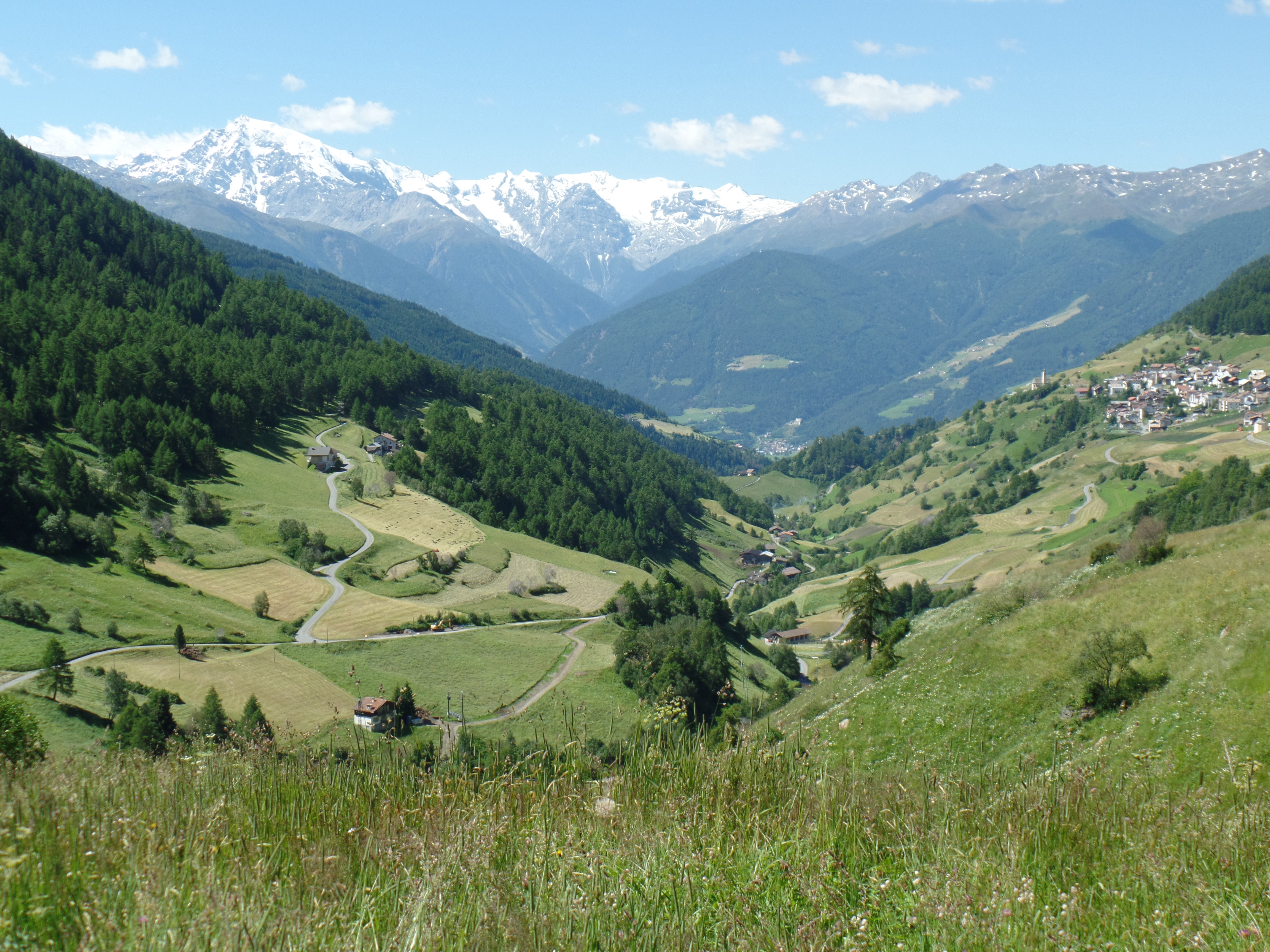
Blick über Matsch talauswärts zum Ortler

Das Matscher Tal, auch einfach Matsch genannt (italienisch Val di Mazia), ist ein Seitental des Vinschgaus bzw. oberen Etschtals in Südtirol, das in nordöstliche Richtung zwischen die Planeiler Berge und den Saldurkamm führt, zwei Untergruppen der südlichen Ötztaler Alpen. Das Matscher Tal wird vom Saldurbach entwässert. Der den Alpenhauptkamm erreichende Talschluss ist vergletschert.
Die einzige Ortschaft des Tals, Matsch, ist eine Fraktion von Mals. Es ist von jeher von der bergbäuerlichen Kultur geprägt und gilt als eines der ärmsten Täler der Region. Dadurch konnte es sich seinen unberührten Charakter bis heute bewahren. Es ist wenig bekannt, der relativ geringe Tourismus konzentriert sich auf den hinteren Teil des Tals. Das Tal ist von Tartsch aus auf einer Bergstraße zu erreichen, von Schluderns hingegen, wo das Tal seinen Ausgang in einer Schlucht nimmt, nur zu Fuß. Im Talschluss steht auf 2670 m die Oberetteshütte des Alpenvereins Südtirol. Von der namensgebenden Ortschaft Matsch aus hat man gute Sicht auf die gegenüberliegenden Ortler-Alpen mit ihren ausgedehnten Gletschern.
Der Talname wurde 824 als Amatia erwähnt. 1160 wurde Macia geschrieben, etwa zur gleichen Zeit finden sich Urkunden der Vögte von Matsch, die sich de Macis oder de Maces nannten.